# کمر (خلخال)
کمر یک منطقهٔ مسکونی در ایران است که در دهستان خورش رستم شمالی واقع شده‌است. براساس سرشماری مرکز آمار ایران در سال ۱۳۹۵، کمر ۱۳۸ نفر جمعیت دارد.